# Namo (Film)
Namo ist ein iranischer Spielfilm unter der Regie von Nader Saeivar. Der Debütfilm hatte während der Berlinale 2020 seine Weltpremiere in der Sektion Forum.

## Inhalt
Der kurdische Lehrer Bakhtiyar wurde in eine Stadt im kurdischsprachigen Teil des Irans versetzt und bemüht sich, dort zusammen mit seiner Frau und seinen beiden kleinen Kindern heimisch zu werden. Je öfter er es jedoch ablehnt, den erwünschten Opportunismus an den Tag zu legen, umso größere Schwierigkeiten stellen sich ihm in den Weg. Eines Tages parkt in seiner Straße ein Auto mit zwei Männern. Täglich steht es stundenlang dort. Dieses ungewöhnliche Vorkommnis erregt das Aufsehen der Nachbarschaft und lässt diese vermuten, der nationale Sicherheitsdienst führe eine Überwachung durch. Alle haben das Gefühl, es gebe Gründe dafür, gerade sie zu überwachen, und sie verfallen in Angst. Sie kommen jedoch letztlich zu der Ansicht, dass die Überwachungsmaßnahme Bakhtiyar gilt, dessen Vater ein umstrittener Politiker ist. Mehr und mehr entwickelt sich eine Hexenjagd. Die Nachbarschaft drängt den Lehrer zu einer Entscheidung: Soll er zurückschlagen und seine Unschuld beweisen oder seine Opferrolle annehmen und die Stadt verlassen, erneut umziehen? Und zu all dem muss er einen Weg finden, den letzten Wunsch seines Vaters zu erfüllen, der im Sterben liegt.
Der Film, zunächst realistisch erzählt und genau beobachtet, wird mehr und mehr zu einer parabelähnlichen Erzählung über Paranoia, Gerüchte und die Ohnmacht des Einzelnen in einem repressiven System mit ganz eigener Dynamik.

## Produktion
Regie führte Nader Saeivar, das Drehbuch stammt von Jafar Panahi und Nader Saeivar. Kameramann war Vahid Biuote, die Musik komponierte Tarife Karimiyan. Der Filmschnitt lag in den Händen von Jafar Panahi.
Produzentinnen waren Mastane Mohajer und Fateme Abolgassemi. Als Produktionsfirma wurde Avaye Nafas, Teheran, ausgewählt. Den Weltvertrieb übernahm ArtHood Entertainment, Berlin.

## Titel
Der internationale Titel lautet The Alien.

## Auszeichnungen
Der Film wurde im Rahmen der Berlinale 2020 für den Preis Bester Erstlingsfilm der GWFF nominiert.